# Samuel D. McEnery

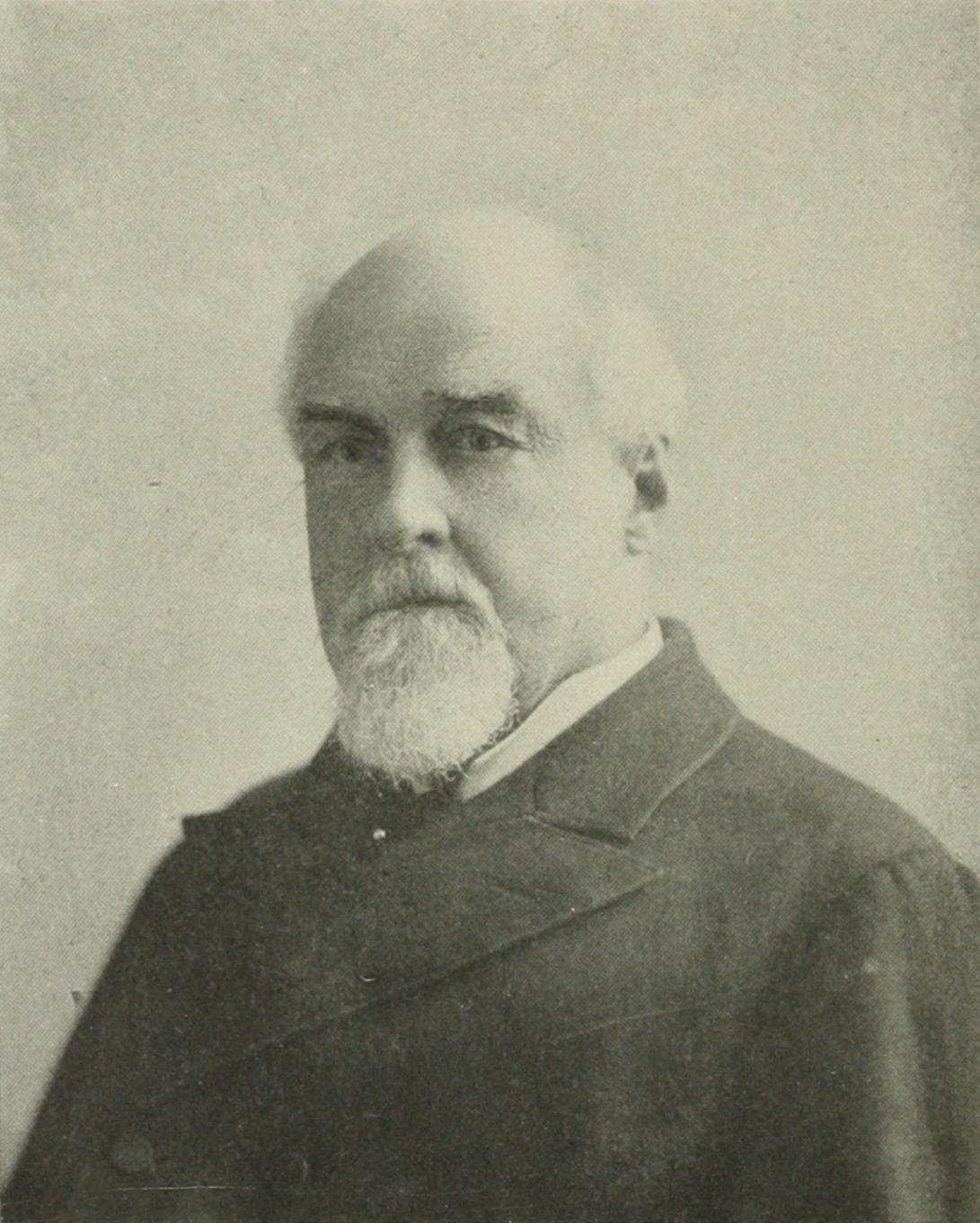
Samuel D. McEnery

Samuel Douglas McEnery (* 28. Mai 1837 in Monroe, Louisiana; † 28. Juni 1910 in New Orleans, Louisiana) war ein US-amerikanischer Politiker und von 1881 bis 1888 Gouverneur von Louisiana. Zwischen 1897 und 1910 vertrat er diesen Bundesstaat im US-Senat.

## Frühe Jahre und politischer Aufstieg
Samuel McEnery besuchte das Spring Hill College in Alabama, die United States Naval Academy in Annapolis und die University of Virginia. Danach studierte er bis 1859 an der State and National Law School im Staat New York Jura. Beim Ausbruch des Bürgerkrieges wurde er Mitglied einer Freiwilligeneinheit aus Louisiana, die auf der Seite der Konföderation am Krieg teilnahm.
Nach dem Krieg begann er in Monroe als Rechtsanwalt zu arbeiten. Er wurde Mitglied der Demokratischen Partei, als deren Kandidat er im Jahr 1879 zum Vizegouverneur seines Staates gewählt wurde. Damit war er Stellvertreter von Gouverneur Louis A. Wiltz. Nachdem dieser am 16. Oktober 1881 an Tuberkulose verstorben war, fiel McEnery das Amt des Gouverneurs zu.

## Gouverneur von Louisiana
McEnery beendete zunächst die von seinem Vorgänger begonnene Amtszeit und wurde am 22. April 1884 bei der Gouverneurswahl in diesem Amt bestätigt. Somit konnte er zwischen dem 16. Oktober 1881 und dem 21. Mai 1888 amtieren. In dieser Zeit wurde die Frauen- und Kinderarbeitszeit auf zehn Stunden pro Tag reduziert und der Eisenbahnausbau vorangetrieben. Nach einem Hochwasser wurden 1882 die Deiche erneuert. Im Jahr 1884 fand in New Orleans eine große Industrie- und Baumwollausstellung statt. In dieser Zeit wurde Louisiana von einigen Korruptionsaffären heimgesucht. Finanzminister Edward A. Burke hatte schon unter den beiden vorhergehenden Gouverneuren Geld veruntreut und sollte am Ende der Amtszeit von McEnery mit 1,2 Millionen Dollar nach Honduras verschwinden. Die Lottogesellschaft des Staates war ebenfalls korrupt. McEnery hatte der allgemeinen Korruption nichts entgegenzusetzen und wurde 1888 abgewählt. Sein Nachfolger Francis T. Nicholls sorgte dafür, dass er eine Richterstelle am Obersten Gerichtshof des Staates erhielt. Dieses Amt übte er zwischen 1888 und 1897 aus. Im Jahr 1892 bewarb er sich nochmals erfolglos um eine Rückkehr in das Amt des Gouverneurs.

## McEnery im US-Senat
Im Jahr 1896 wurde McEnery als Nachfolger von Newton C. Blanchard als Class-3-Senator in den Kongress gewählt. Dort diente er vom 4. März 1897 bis zu seinem Tod am 10. Juni 1910. Er war Vorsitzender eines Ausschusses, der sich mit Firmen im District of Columbia befasste, sowie Mitglied des Ausschusses, der sich mit dem Transport und dem Verkauf von Fleischprodukten auseinandersetzte. Nach seinem Tod ging sein Sitz im Senat an John Randolph Thornton.

## Sonstiges
Samuel McEnery war mit Elizabeth Phillips verheiratet. Sein Bruder John McEnery war im Jahr 1873 für kurze Zeit auch Gouverneur von Louisiana gewesen.